# Parallage membranacea
Parallage membranacea là một loài bướm đêm trong họ Geometridae.